# Madagaszkári cigányréce
A madagaszkári cigányréce (Aythya innotata) a madarak (Aves) osztályának lúdalakúak (Anseriformes) rendjébe, ezen belül a récefélék (Anatidae) családjába tartozó faj.

## Rendszerezése
A fajt Tommaso Salvadori olasz ornitológus írta le 1894-ben, a Nyroca nembe Nyroca innotata néven.

## Előfordulása
Madagaszkár területén honos. A természetes élőhelye édesvizű tavak és mocsarak. Állandó, nem vonuló faj.

## Megjelenése
Testhossza 45-56 centiméter.
|  |

## Életmódja
A vízben keresgéli kisebb gerinctelenekből, vízinövényekből és magvakból álló táplálékát. Helyhez kötött, néha párban jár, de inkább magányosan. Még nem vették észre csapatban vagy egyéb madárfajok társaságában. A sekély, mocsaras vizű területeket kedveli, ahol egyaránt található nyílt térség, de sűrű növényzet is.

## Szaporodása
Fészekalja 6-8 tojásból áll. A költési időszaka október és január között van.

## Természetvédelmi helyzete
Az elterjedési területe rendkívül kicsi, egyedszáma szintén kicsi, 2012-ben 21 példányt észleltek. A Természetvédelmi Világszövetség Vörös listáján súlyosan veszélyeztetett fajként szerepel.
Madagaszkáron endemikus madárnak számít, de a Réunion szigeten e fajhoz tartozó szubfosszilis maradványok kerültek elő. Az 1930-as években ez a faj még nagy számban fordult elő az Alaotra tó környékén, de már az 1940-es és 1950-es években a madagaszkári cigányréce egyedszáma drámaian lecsökkent; látszólag az 1990-es évek elején el is tűnt.
Több természetvédelmi szervezet is próbálja megmenteni ezt a récefélét, az élőhelyének védelmével, a helybéli lakósok természetbarátszerű oktatásával és a tojások fogságban való kikeltésével. 2009-ben keltek ki az első fogságban tartott madagaszkári cigányrécék.
Összehangolt tenyésztéssel próbálják meg megmenteni a fajt a teljes kipusztulástól. Európában az Európai Állatkertek és Akváriumok Szövetsége felügyelete alá tartozó Európai Veszélyeztetett Fajok Programja (EEP) keretében tenyésztik a faj egyedeit.

## Forrás
- EUR-Lex - magyar neve